# District de Goseong (Gyeongsang du Sud)
Pour les articles homonymes, voir District de Goseong.
Le district de Goseong est un district de la province du Gyeongsang du Sud, en Corée du Sud.